# La scala (The Ladder)
La scala (The Ladder) è un singolo della cantante italiana Giusy Ferreri, pubblicato l'8 maggio 2009 come terzo estratto dal primo album in studio Gaetana.

## Descrizione
Il testo è stato scritto dalla cantautrice statunitense Linda Perry, venendo adattata in italiano da Tiziano Ferro, produttore dell'intero album di Ferreri.
Il lancio radiofonico è avvenuto l'8 maggio 2009 e successivamente è stato incluso nelle raccolte Strike! e MTV Summer Song. Nello stesso anno Ferreri ha eseguito il brano durante la sua partecipazione al Coca Cola Live @ MTV - The Summer Song.

## Video musicale
Il video, diretto da Gaetano Morbioli, è stato girato a Barcellona (precisamente presso il parco di divertimento di Tibidabo) il 15 aprile 2009 ed è stato trasmesso a partire dall'11 maggio. Il video racconta metaforicamente la storia di una donna che fa un bilancio della sua vita, un viaggio a ritroso tra i ricordi di un passato felice (come si può intuire dalla scritta "The End" che appare all'inizio). Ferreri vola su un aeroplano, che idealmente le fa ripercorrere la sua vita. Poi, con lo sfondo di una Barcellona sotto fulmini e lampi, ripercorre dei ricordi d'infanzia. In questo clima di ricordo si inseriscono elementi onirici e malinconici come artisti di strada e caroselli, carte da gioco ed ombrelli cinesi. Si vede la cantante da bambina ricevere una carta con un jolly in regalo da un giovane circense. Gli anni passano, e vediamo la cantante seduta sulla stessa giostra che guarda malinconicamente quella carta ricevuta in regalo e conservata con tanta cura. Un clown le si avvicina. Non sono più dei bambini, il tempo è passato ma lei capisce: con un sorriso, Giusy gli restituisce il jolly che lui le aveva dato in regalo molti anni prima. La cantante se ne va sotto lo sguardo incuriosito del clown e, felice, getta in aria le altre carte. Il video si chiude con la scritta "Picture Start". Questo contesto nostalgico spiega la grafica rétro, da film d'epoca, che apre e chiude il video.

## Classifiche
| Classifica (2009) | Posizione massima |
| ----------------- | ----------------- |
| Italia            | 36                |